# Pagani Automobili

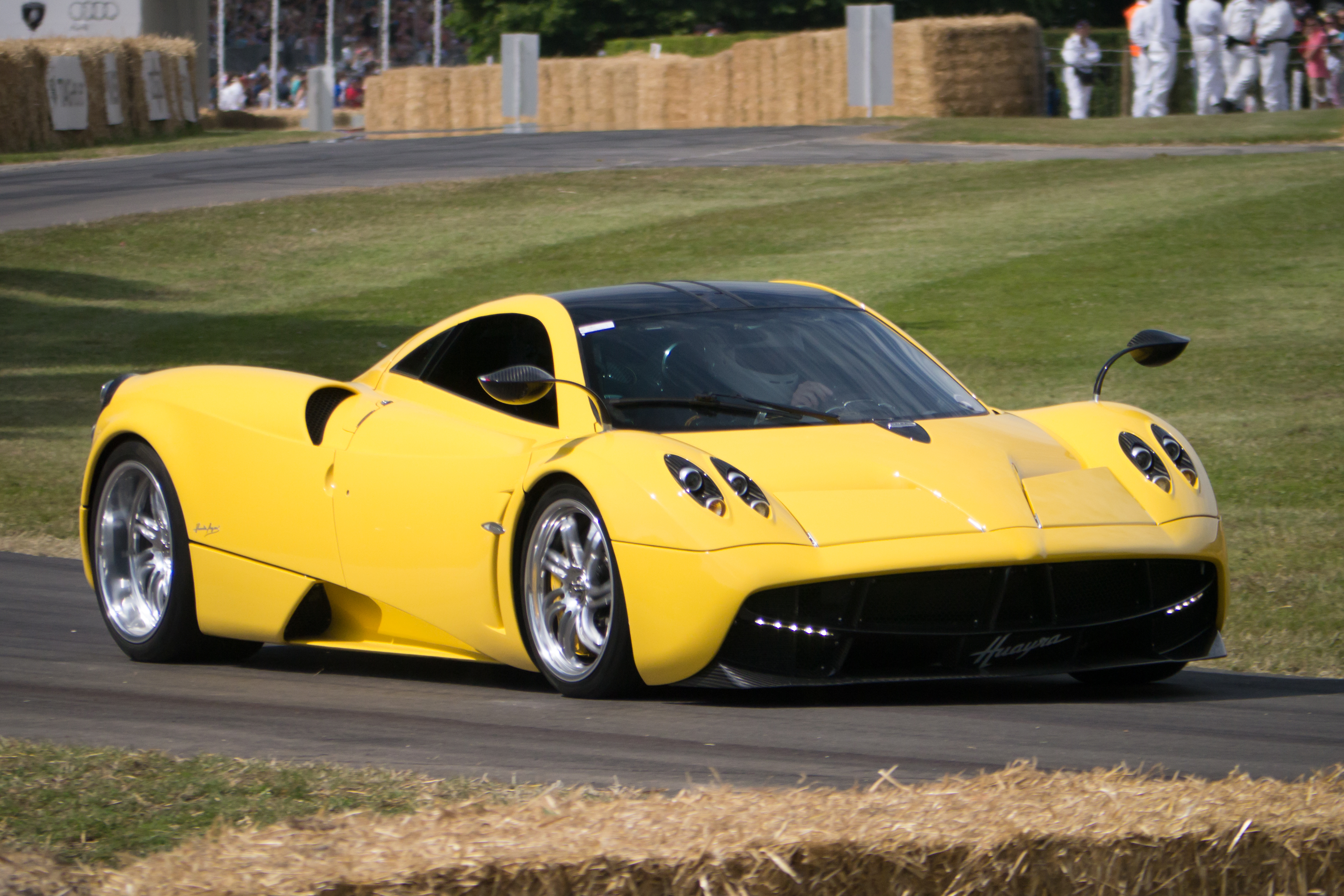
Pagani Huayra

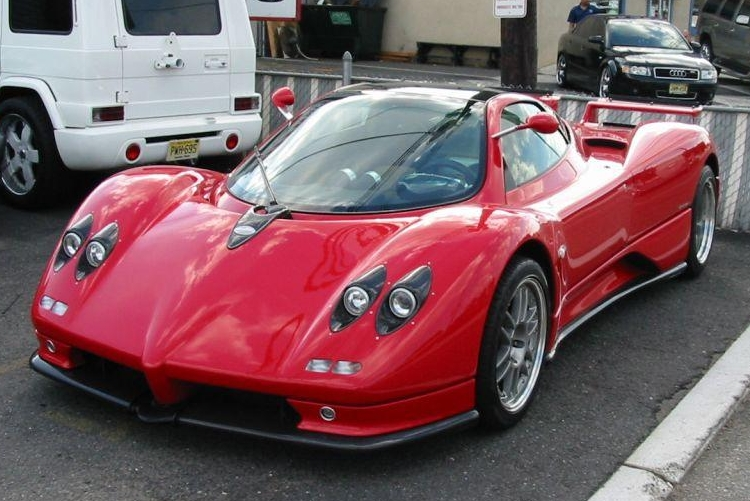
Pagani Zonda

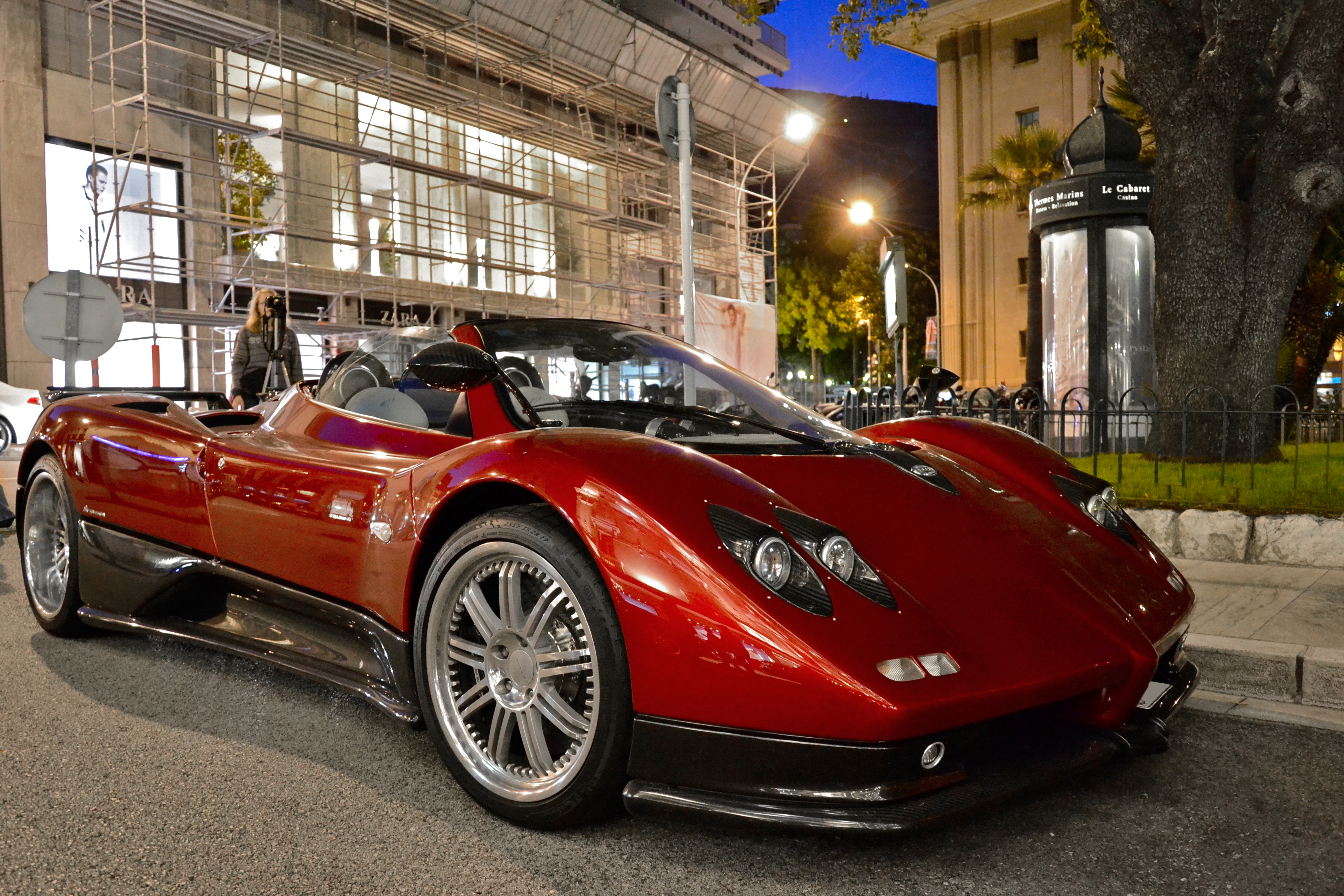
Pagani Zonda S

Pagani Automobili is een Italiaans automerk opgericht door Horacio Pagani.
Het was zijn droom om een zogenaamde superauto te bouwen. Al in 1988, toen hij nog voor Lamborghini werkte, liet Pagani een ontwerp zien aan de bekende Formule 1-coureur Juan Manuel Fangio. De auto zou ter ere van hem Fangio F1 genoemd worden.
In 1992 begon Pagani met het testen van een prototype en het eerste model werd getest in de windtunnel van raceteam Dallara in 1993. Niet lang daarna zou Fangio Pagani introduceren bij Mercedes-Benz, waarvoor de coureur vele overwinningen had behaald. Mercedes-Benz zag het potentieel in de auto en zegde officieel een V12-motor toe in 1994.
Na veel werk kreeg Pagani in 1999 goedkeuring voor de Zonda C12. De auto werd op de Autosalon van Genève gepresenteerd.

## Modellen
- Pagani Zonda
  - Pagani Zonda C12 6.0
  - Pagani Zonda C12-S 7.0
  - Pagani Zonda C12-S 7.0 GR
  - Pagani Zonda C12-S 7.0 Monza
  - Pagani Zonda C12-S 7.3
  - Pagani Zonda C12-S 7.3 Roadster
  - Pagani Zonda Cinque
  - Pagani Zonda Cinque Roadster
  - Pagani Zonda F
  - Pagani Zonda F Clubsport
  - Pagani Zonda F PS
  - Pagani Zonda F Roadster
  - Pagani Zonda F Tricolore
  - Pagani Zonda R
  - Pagani Zonda S
  - Pagani Zonda HP Barchetta
- Pagani Huayra
  - Pagani Huayra Pearl
  - Pagani Huayra Dinastia
  - Pagani Huayra Roadster
  - Pagani Huayra BC
  - Pagani Huayra BC Roadster
  - Pagani Imola
  - Pagani Huayra R
  - Pagani Huayra Tricolore
  - Pagani Huayra NC
  - Pagani Huayra CodaLunga
- Pagani Utopia